# Kaysar Dadour
Kaysar Dadour (Alepo, 9 de julio de 1989) es un actor sirio-brasileño.

## Biografía
Dadour nació y creció en Alepo, Siria. Es hijo de Diane y George Dadour y tiene una hermana menor llamada Celine. Kaysar dejó su tierra natal hace ocho años, que está en guerra civil, y huyó en automóvil hacia Líbano. Desde allí viajó en avión a Ucrania y después de un tiempo, emigró a Curitiba, Brasil, en busca de una vida mejor y para llevar su familia al país.
Kaysar adquirió la nacionalidad brasileña en 2019.

## Filmografía
| Año  | Título               | Personaje               | Notas                  |
| ---- | -------------------- | ----------------------- | ---------------------- |
| 2018 | Big Brother (Brasil) | Él mismo (Participante) | Vicecampeón            |
| 2019 | Órfãos da Terra      | Fauze                   |                        |
| 2019 | Dança dos Famosos    | Él mismo (Participante) |                        |
| 2019 | Carcereiros: O Filme | Abdel Mussa             | Participación especial |